# Un rêve (Tourgueniev)
Pour les articles homonymes, voir Un rêve.
Un rêve est une courte nouvelle fantastique de l'écrivain russe Ivan Tourgueniev écrite à Paris en 1876 et publiée à Saint-Pétersbourg dans la revue Temps nouveaux en janvier 1877. La nouvelle paraît en français, dans une traduction de l'auteur, et en allemand au cours du même mois de janvier.
Cette nouvelle fantastique ressort du coté sombre de Tourgueniev, évoqué par Boris Zaïtsev: Incroyant, «il avait le sentiment d’une  puissance suprême aveugle et sans pitié». Avec les années, ce sentiment devait s’accentuer, susciter un attrait pour le fantastique perceptible dans ses nouvelles des années 70 comme Un rêve.

## Résumé
Le narrateur, âgé de dix-sept ans, vit avec sa mère, veuve très belle de seulement trente-cinq ans. Leur train de vie est somptueux, et la mère partage tous ses moindres soucis avec son fils qu'elle aime beaucoup. Ce bonheur est troublé par un rêve que fait le jeune homme où il rencontre son père décédé avec qui il ne parvient pas à communiquer. Un après-midi, à deux pas de sa demeure, dans un café dont la terrasse donne sur le port, il croise un homme singulier au visage basané et vêtu d'un houppelande noire. Il se demande où il l'a déjà vu et s'aperçoit avec stupeur qu'il s'agit du père qu'il a imaginé en rêve. Il aborde l'inconnu et apprend qu'il est baron et de retour d'Amérique depuis peu.
En rentrant chez lui, le narrateur découvre la maisonnée en émoi, car une heure auparavant, sa mère, seule dans sa chambre, s'est mise à crier brusquement avant de s'évanouir. Le jardinier affirme avoir vu au moment du cri un homme s'échapper par le jardin : sa description physique et vestimentaire coïncident parfaitement avec le baron que le narrateur rencontrait au même moment à la terrasse du café. La mère reste fiévreuse et sombre dans une légère confusion. Elle raconte néanmoins avoir déjà eu, du temps de son mariage, la vision d'un homme habillé de noir qui lui était apparu en jaillissant littéralement du mur de sa chambre.
Le lendemain, le jeune homme se précipite au café du port, mais nul ne semble connaître, ou même avoir jamais aperçu le baron. Il le cherche en vain dans la petite ville. Tourmenté par cet échec, perdu dans ses pensées, il se retrouve sur la plage et, au loin, aperçoit une tache noire allongée. En s'approchant, il constate qu'il s'agit du cadavre du baron. Il s'enfuit. De retour à la maison, il confesse à sa mère son rêve, la rencontre à la terrasse du café et la découverte du cadavre. Sa mère insiste pour se rendre sur la plage, mais le corps du baron a disparu.

## Éditions françaises
- Un rêve, traduit par Ivan Tourgueniev, dans Le Temps, 1877
- Un rêve, traduit par Michel Delines, dans La vie mystérieuse, 1909
- "Un rêve" in Contes étranges (recueil de trois nouvelles contenant aussi "Le Chant de l'amour triomphant" et "Claire Militch", traduit par Renée Alco, Genève, Éditions du Salève, 1946.
- Un rêve, traduit par Michel-Rostislav Hofmann, dans Premier amour. Nouvelles et poèmes en prose, Paris, Éditions G. P., 1961
- Un rêve, traduit par Édith Scherrer, dans Romans et nouvelles complets, tome III, Paris, Éditions Gallimard, « Bibliothèque de la Pléiade », 1986, 18 pages.